# SNCF X 73500
De SNCF X 73500 is een dieselhydraulisch motorrijtuig of treinstel van het type Coradia A TER, een zogenaamde lighttrain met lagevloerdeel voor het regionaal personenvervoer voor de Franse spoorwegonderneming Société nationale des chemins de fer français (SNCF).

## Geschiedenis
Het treinstel werd ontworpen en gebouwd door fabrikant Alstom (De Dietrich Ferroviaire) uit Reichshoffen (Frankrijk).

### CFL
In december 2005 zijn 6 treinen van het type 2100 van de Chemins de fer luxembourgeois (CFL) overgenomen. Deze treinen zijn als volgt vernummerd:
- ex 2101 → X 73813
- ex 2102 → X 73814
- ex 2103 → X 73815
- ex 2104 → X 73816
- ex 2105 → X 73817
- ex 2106 → X 73818

## Constructie en techniek
De trein is opgebouwd uit een aluminium frame met een frontdeel van GVK. Het trein heeft een lagevloerdeel. Deze treinen kunnen tot drie stuks gecombineerd rijden. De treinen zijn uitgerust met luchtvering.

## Treindiensten
De treinen worden door de SNCF ingezet op onder meer de volgende trajecten:
- Gap - Veynes - Die - Livron-sur-Drome - Valence Ville
- Bourges - Nevers
- Chartres - Courtallain - Saint-Pellerin
- Reims - Tergnier
- Saint-Étienne - Le Puy
- Saint-Marcellin - Grenoble - Chambéry via de spoorlijn Grenoble - Montmélian
- Grenoble - Veynes - Gap via de "Ligne des Alpes"
- Grenoble - Clelles (zuidelijke voorsteden van Grenoble)
- Toulouse - Colomiers - L'Isle-Jourdain - Auch
- Le Havre - Rolleville,
- Nantes - Vertou
- Offenburg - Kehl - Strasbourg - Sarreguemines - Saarbrücken
- Sarreguemines - Sarre-Union
- Strasbourg - Wissembourg
- Strasbourg - Saverne
- Krimeri-Meinau - Sarreguemines - Saarbrücken
- Strasbourg - Krimeri-Meinau
- Tours - Chinon
- Besançon - Valdahon - Morteau - Le Locle - La Chaux-de-Fonds
- Dole - Mouchard - Andelot - Champagnole - Morez - Saint Claude
- Belfort - Lure - Vesoul
- Beauvais - Grandvilliers - Abancourt - Le Tréport-Mers
- Limoges - Meymac - Ussel
- Clermont-Ferrand - Gannat - Lapeyrouse - Commentry - Montluçon
- Montluçon - Saint-Amand-Montrond - Bourges
- Bressuire - Thouars - Montreuil-Bellay - Saumur - Saint-Pierre-des-Corps - Tours
- Mulhouse - Thann - Kruth
- Lison - Saint-Lô - Coutances
- Granville - Argentan
- Limoges - Ussel
- Marvejols - La Bastide-Saint-Laurent-les-Bains
- Monsempron-Libos - Penne-d'Agenais - Agen
- Étang-sur-Arroux - Autun - Avallon - Auxerre - Laroche-Migennes
- Corbigny - Clamecy - Auxerre - Laroche-Migennes
- Brest - Châteaulin - Quimper
- Brest - Relecq Kerhuon - Landerneau
- Brest - Landerneau - Morlaix
- Brest - Landerneau - Landivisiau
- Quimper - Lorient
- Roscoff - Morlaix
- Nantes - Sainte-Pazanne - Saint-Gilles croix de Vie
- Nantes - Sainte Pazanne - Pornic
- Nantes - Vertou
- Saint-Brieuc - Dinan
- Plouaret - Lannion
- Le Mans - Alençon
- Nevers - Cosne sur Loire

(lijst is niet compleet)
De treinen van de serie X 73813 - X 73818 (ex CFL) worden door de SNCF ingezet op trajecten rond Metz.